# الأسود بن المنذر
الأسود بن المنذر بن النعمان هو ثامن ملوك الحيرة, كان آل لخم يعظمونه. وكان الأسود قد حارب الغساسنة وانتصر عليهم، وأسر منهم، وغزا ذبيان وبني دودان ذلك أن أبنه شرحبيل كان مسترضعا عندهم وقتل، قتله الحارث بن ظالم الذي كان فارا وكان الأسود يسعى في طلبه لكونه قتل ضيفا من ضيوفه هو خالد بن جعفر بن كلاب الذي أهان الحارث، وبعد ذلك غزا الأسود بني محارب بن خصفة بن قيس عيلان حيث وجد نعل ابنه عندهم، ثم قبل من الحارث بن سفيان دفع دية شرحبيل، فدفعها إليه، وهي ألف بعير، «دية الملوك». ثم واصل الحارث هربه حيث التجأ إلى يزيد بن عمرو الغساني من النعمان وهوازن، فأجاره وأكرمه، ولكنه بعد ذلك ذبح ناقة ليزيد، ثم قتل امرأة أرسلها يزيد لتحري بيت الحارث، ثم قتل الكاهن الذي تكهن بعقر الحارث للناقة وبقتله للمرأة. فلم يبق أمام يزيد إلا قتل الحارث، فأمر به فقتل. كانت نهاية الأسود إما قتلا بعد أن وقع في أيدي الغساسنة أو في السجن حيث نقم عليه بعض الأكاسرة. حكم عشرين سنة في زمن فيروز، وبلاش بن فيروز، وقباذ بن فيروز.